# M6 Linebacker
Der M6 Linebacker war ein auf dem M2 Bradley ODS (M2A2 ODS) basierender Flugabwehrpanzer der United States Army. Er wurde ab den 1990er-Jahren eingeführt. Seine Aufgabe war die  Nahbereichs-Flugabwehr (englisch Short-range Air Defense (SHORAD)) der mechanisierten Infanterie- und Panzerdivisionen. Der Name ist der Terminologie des American Football entnommen und bezeichnet dort eine defensive Spielposition in zweiter Reihe.

## Technik

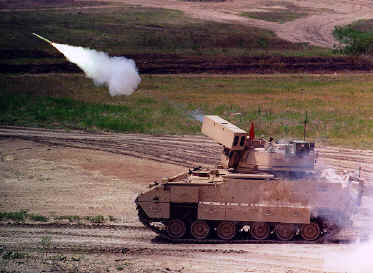
Ein M6 beim Starten einer Stinger-Flugabwehrrakete

Die TOW-Startrohre des Bradley wurden durch einen FIM-92 Stinger-Vierfachstarter ersetzt sowie die Zielerfassung und weitere Elektronik der neuen Rolle angepasst. Die computergestützte Zielerfassung funktionierte bis zu einer Fahrgeschwindigkeit von etwa 40 km/h. Die Kosten des Systems waren aufgrund der Verwendung vieler Teile des Bradley IFV viel niedriger als bei einer kompletten Neukonstruktion. Dies vereinfachte auch die Ersatzteilversorgung und Wartung der Fahrzeuge.
Der M6 sollte Marschflugkörper, Hubschrauber, Drohnen und Flugzeuge im Nahbereich bekämpfen, um die eigenen Kräfte im Umfeld vor Angriffen aus der Luft wirkungsvoll zu schützen. Der M6 war ebenso schnell und wendig wie der Bradley, auf dem er basierte und konnte so mit den eigenen Panzertruppen problemlos mithalten.
Zieldaten wurden von vorgeschobenen Beobachtern (englisch Forward Area Air Defense (FAAD)) und den bordeigenen Systemen (C3I, IFF etc.) geliefert. Die Stinger-Raketen konnten während der Fahrt abgefeuert werden, ohne dass ein Besatzungsmitglied den Panzer verlassen musste. Der am Turm angebrachte Startbehälter fasste vier Stinger-Raketen und im Fahrzeug konnten weitere sechs mitgeführt werden. Zum Nachladen musste die Besatzung allerdings den Panzer verlassen. Herkömmliche Bradleys können ebenfalls bis zu sechs Stinger mitführen. Diese können aus Schulterstartern von Infanteristen abgefeuert, aber auch an Linebacker weitergegeben werden.
Zusätzlich zu den Stingerraketen hatte der Linebacker auch eine 25-mm-Maschinenkanone und ein 7,62-mm-Maschinengewehr. Diese ursprünglich zur Selbstverteidigung geplanten Waffen konnten unter Verwendung eines verbesserten Laser-Zielentfernungsmessgerätes ebenfalls effektiv gegen Luftziele eingesetzt werden.
Zum Selbstschutz gegen feindliche Panzerabwehrraketen war der Linebacker mit einem Missile Countermeasure Device (MCD) ausgestattet, das die Zielerfassung von anfliegenden Panzerabwehrraketen mit starker Infrarotstrahlung zu blenden versuchte. Dieses System arbeitete allerdings nur für den Panzer selbst und konnte keine anderen Fahrzeuge schützen.
Die nächste, auf dem M2A3 basierende, Linebacker-Generation soll über eine verbesserte Zielerfassung und einen verbesserten Selbstschutz verfügen. Geplant war eine Steigerung der Trefferquote um 140 Prozent und eine Senkung der eigenen Verluste um 30 Prozent.
Der M6 Linebacker wurde von den Firmen United Defense und Boeing unter Aufsicht des Bradley-Programmes und des Fort-Bliss-SHORAD-Programmes gefertigt. Es wurden 107 Fahrzeuge bestellt.
Durch Umstrukturierungen wurden die Linebacker überflüssig und inzwischen restlos wieder zu normalen M2 zurückgerüstet.